# 霍武阿克瑟
霍武阿克瑟(俄语：Хову-Аксы) 是俄罗斯图瓦共和国的一座村庄以及切季霍爾區的行政中心。人口3672（2010年）。
1. ↑  . www.gks.ru.   [2020-02-26]. （原始内容存档于2020-06-29）.